# Guillermo de Vernon
Guillermo de Vernon (c. 1030-1077) fue un noble normando, castellano y conde de Vernon. En 1052 era el único propietario de la comarca. El castillo de Vernon había pertenecido a Guido de Borgoña, conde de Brionne, pero Guillermo el Bastardo lo cedió a Guillermo de Vernon tras la derrota de Guido en la Batalla de Val-ès-Dunes en 1047. En 1053, Guillermo y su padre Hugo de Vernon cedieron las propiedades de Martainville, a ocho kilómetros de la ciudad, a la Iglesia abacial de Saint-Ouen de Ruán. Es el primer referente de la familia de Vernon en Inglaterra. Las últimas cartas donde se menciona a Guillermo y sus donaciones están fechadas en 1077 por lo que se supone que fueron las últimas que se registraron en vida. En una de ellas otorgaba libre circulación en su jurisdicción a la abadía de Bec.

## Herencia
Se casó con Emma fitz Osbern (c. 1034-1060), hija de Osbern de Crépon. Fruto de esa relación nacieron varios hijos:
- Adele [Adelisa] de Vernon, esposa de Richard de Angerville;
- Walter de Vernon, señor de Vernon (c. 1055-1085), participó en la conquista normanda de Inglaterra y luchó en la batalla de Hastings. Guillermo el Conquistador le recompensó con los señoríos de Winfleton, Nesse, Ledsame y Preston, en Cheshire; Hertwell, Adestock y Plact-Merton, en Buckinghamshire, y poseía un condado de las posesiones de su padre en Normandía;
- Richard de Vernon, condestable y consejero de Enrique I de Inglaterra. Participó con su hermano Walter en la conquista normanda de Inglaterra y luchó en la batalla de Hastings. Tras la muerte de Walter sin descendencia, heredó todas sus propiedades;
- Hugo de Reviers (c. 1056-8 de septiembre de 1107);
- Hawise de Reviers (c. 1068-?).